# Vassincourt
Vassincourt è un comune francese di 322 abitanti situato nel dipartimento della Mosa, nella regione del Grand Est.

## Società

### Evoluzione demografica
Abitanti censiti